# Tony Sly

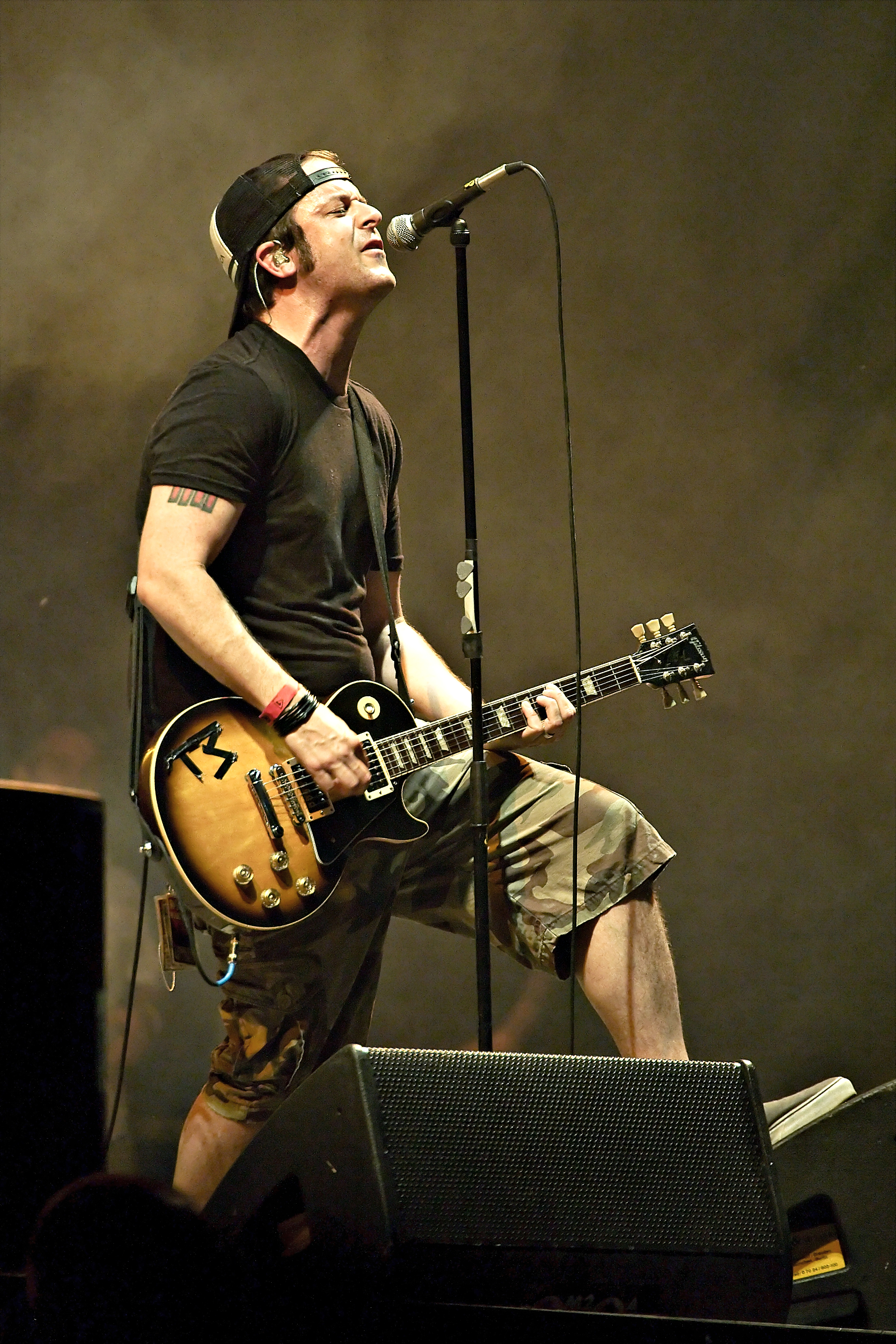
Tony Sly beim Rheinkulturfestival in Bonn.

Anthony James Sly, genannt Tony Sly (* 4. November 1970 in Mountain View, Kalifornien; † 31. Juli 2012), war ein US-amerikanischer Sänger, Songwriter, Gitarrist und Frontman der Punk-Band No Use for a Name. Zudem veröffentlichte er vier Akustik-Alben, zwei als Solo-Projekt und zwei als Split-Projekte mit Lagwagon-Frontmann Joey Cape.

## Karriere
Tony Sly trat No Use for a Name 1989 im Alter von 18 Jahren bei. Er war Sänger und Lead-Gitarrist. Das erste Album Incognito wurde 1990 auf dem Label New Red Archives veröffentlicht und verkörperte einen harten, aber melodischen  Hardcore Punk Sound. Das zweite Album Don't Miss the Train wurde 1992 veröffentlicht.
Es folgten sieben weitere Studioalben, die Sly als Frontmann von No Use For A Name begleitete. Zuletzt wurde 2008 The Feel Good Record of the Year veröffentlicht. Seit dem Jahr 2010 gab es Informationen, dass die Band intensiv an einem neuen Album arbeitet.
Abseits von No Use For A Name veröffentlichte Sly im Jahre 2004 gemeinsam eine Split-CD mit Joey Cape von Lagwagon, bei der jeder der beiden Musiker Songs der jeweiligen Band einspielte. Zudem steuerte jeder Künstler einen neuen Song zu dem Album bei.
Anfang 2010 veröffentlichte Sly sein erstes echtes Soloalbum 12 Song Program, dessen Entstehung bis 2008 zurückgeht, als er ankündigte, sein eigenes Soloprojekt verwirklichen zu wollen. Im Oktober 2011 folgte sein zweites Soloalbum Sad Bear, für dessen Entstehung Sly die Arbeiten am neuen Album mit seiner Band zurückstellte.
Ebenfalls ab 2011 war Tony Sly Teil des Nebenprojekts Scorpios, bei dem er erneut mit Joey Cape (Lagwagon) sowie mit Jon Snodgrass (Drag the River) und Brian Wahlstrom zusammenarbeitete.
Slys letzte Veröffentlichung war Acoustic Vol. 2, erneut eine Split-CD mit Joey Cape, die im Juni 2012 auf Fat Wreck Chords erschien und erneut zwölf Songs enthält, von dem jeder der beiden Künstler sechs eingespielt hat.
Am 1. August 2012 vermeldete sein Label Fat Wreck Chords, dass Tony Sly am Tag zuvor verstorben ist. Am 7. August veröffentlichte das Label ein Statement, in dem es heißt, Sly sei „friedlich im Schlaf verstorben“. Seine letzte Show fand am 29. Juli 2012 gemeinsam mit Joey Cape in Gainesville, Florida, statt. Seine letzte Show mit No Use for a Name war am D-Toxic Rockfest in Montebello, Quebec, am 15. Juni 2012. Der letzte Song, den Tony Sly am 29. Juli 2012 während des Akustik-Konzerts in Gainesville interpretierte, war eine Cover-Version des NOFX-Songs Linoleum. Wie sich herausstellte, hatte Sly einen tödlichen Cocktail aus Schmerzmitteln und dem Angstlöser Xanax eingenommen.
Tony Sly hinterließ seine Ehefrau Brigitte und die zwei gemeinsamen Töchter Fiona (2004) und Keira (2008). Im Rahmen seines Schaffens hat er beiden Töchtern je ein Lied gewidmet, For Fiona mit No Use For A Name 2005, sowie Keira auf seinem Soloalbum 12 Song Program 2010.
Am 29. Oktober 2013 erschien das Album The Songs of Tony Sly: a Tribute, auf dem verschiedene Künstler und Bands wie Rise Against, Bad Religion, Alkaline Trio, Yellowcard, Snuff und Karina Denike Songs von Tony Sly neu interpretieren. Die Erlöse des Verkaufs des Albums kommen dem Tony Sly Memorial Fund zugute. Mehrere musikalische Weggefährten haben in den Jahren nach Slys Tod Songs veröffentlicht, welche im Gedenken an ihn entstanden sind, etwa Lagwagon (One More Song), NoFX (I'm So Sorry, Tony) oder der Sänger von Useless ID Yotam Ben-Horin (Tony Sly).

## Diskografie
No Use for a Name (Studioalben)
- 1990 – Incognito
- 1992 – Don't Miss the Train
- 1993 – The Daily Grind
- 1995 – ¡Leche con Carne!
- 1997 – Making Friends
- 1999 – More Betterness!
- 2002 – Hard Rock Bottom
- 2005 – Keep Them Confused
- 2008 – The Feel Good Record of the Year

Solo
- 2004 – Acoustic (mit Joey Cape)
- 2010 – Tony Sly / Joey Cape Split 7" (mit Joey Cape)
- 2010 – 12 Song Program
- 2011 – Sad Bear
- 2012 – Acoustic Volume 2 (mit Joey Cape)

Scorpios
- 2011 – Scorpios